# Andónios Pavlidis
Andónios Pavlidis (grec: Αντώνιος Παυλίδης)  (Grècia, 1 d'abril de 1993) és un jugador d'escacs grec que té el títol de Gran Mestre Internacional des de 2014.
A la llista d'Elo de la FIDE del gener de 2022, hi tenia un Elo de 2537 punts, cosa que en feia el jugador número 6 (en actiu) de Grècia. El seu màxim Elo va ser de 2564 punts, a la llista del juliol de 2018.
Ha estat guanyador del campionat d'escacs de Grècia en tres ocasions: 2011, 2012 i 2016. El 2018 va participar en l'Olimpíada d'Escacs de 2018 a Batum, Geòrgia. A Alemanya va jugar amb l'equip SG Speyer-Schwegenheim la temporada 2019-2020. El 2010 la Federació Internacional d'Escacs li va atorgar el títol de Mestre Internacional d'escacs (MI) i el 2014 el títol de Gran Mestre Internacional (GM). És autor del llibre The Silician Taimanov, publicat el juny de 2019.